# Списак епизода серије Погрешан човек

Погрешан човек (хрв. Pogrešan čovjek) српска је и хрватска теленовела, која се снима од 6. августа 2018. године у копродукцији српске телевизије Прва и хрватске телевизије РТЛ. Са премијерним емитовањем кренула је 16. септембра 2018. у Хрватској, а 17. септембра 2018. у Србији.

## Преглед
| Бр. епизода | Почетак емитовања   | Крај емитовања | Држава     |
| ----------- | ------------------- | -------------- | ---------- |
| 180         | 16. септембар 2018. | 19. јул 2019.  | (Хрватска) |
| 180         | 17. септембар 2018. | 7. јун 2019.   | (Србија)   |

## Списак
| Број епизоде | Назив           | Премијерно емитовање                                 |
| --- | --------------- | ---------------------------------------------------- |
| 1 | „Епизода 1.1”   | 16. септембар 2018. (РТЛ) 17. септембар 2018. (Прва) |
| Након што су Леу Калембер у банци одбили за још један кредит, она је отишла да позајми новац од своје мајке Бисерке, али је убрзо зажалила што је тражила било какву помоћ од ње. Леина ћерка Зое се онесвестила након вожње и пада са бицикле са својим дечком Веном. У болници се испоставило да је прави разлог Зоиног пада отказивање бубрега услед наследне болести. Др. Давид Мишетић је саопштио Леи да је за Зоин опоравак неопходно пресађивање бубрега. Леи је верна другарица Марина постала потпора у овом прелому. Заљубљени Вен је веома забринут за Зое и жели да своје време проводи крај ње, али не наилази на разумевање за везу код својих разведених родитеља Златка и Катарине који мисле да би морао да се усредсреди на матуру и упис на факултет. Златко је изричито чврст у својим ставовима. Бака Грета је изгледа једина која има разумевања за младог Вена. Вођена бригом и љубављу према ћерки, Леа је одлучила да се суочи са духовима из своје прошлости па је отишла у Црну Гору како би пронашла Лазара, за кога верује да је отац њене Зое, и тако обезбеди одговарајућег даваоца за спас своје ћерке. Леа је стигла на Лазарово острво и са собом донела олују. Сусрет Лее и Лазара је био веома буран и проткан мешовитим сећањима и жестоким осећањима. Леа је у Лазаровим очима непосредан кривац за то што је невин провео десет година у затвору. Лазар је схватио да Леа мисли да је он чудовиште које ју је пре шеснаест година силовало након чега је остала трудна и родила Зое. |                 |                                                      |
| 2 | „Епизода 1.2”   | 16. септембар 2018. (РТЛ) 17. септембар 2018. (Прва) |
| Након што је од Лее сазнао да је силована, Лазар је отишао у Београд код свог брата Михајла да се суочи са њим. |                 |                                                      |
| 3 | „Епизода 1.3”   | 17. септембар 2018. (РТЛ) 18. септембар 2018. (Прва) |
| Сусрет са братом се завршио физичким обрачуном, што за њихов однос није ништа необично. Лазаров долазак у Београд на мајку Милену је оставио снажан и сетан утисак, а његова бивша девојка − садашња снаја Дијана је посебно дирнута његовим доласком. Кроз однос према Зое и поступке вођене искреним осећањима, Вен је успео да шармира и да наиђе на прихватање код Леине другарице Марине, а затим и Лее. Болесну Зое више од свега занима њен тата. Препун недоумица и под утиском нерешених односа, Лазар је после разговора са стрицем Митром и оцем Лазаром ср. одлучио да стави туђе користи испред својих − породица на првом месту. Свесно је преузео кривицу за нешто што није урадио. Леа је коначно одахнула кад је сазнала да Лазар долази у Загреб на испитивање. |                 |                                                      |
| 4 | „Епизода 1.4”   | 18. септембар 2018. (РТЛ) 19. септембар 2018. (Прва) |
| У породици Црнковић је завладала напетост, а Дијана и Михајло су почели све више да се свађају. Лазар је приметио да Дијана претерано пије. Иако је јасно да породица има великих тешкоћа, на скупу Црнковића је проглашено усредсређивање на могуће жртвовање за добробит породице. Лазар је сада наизглед сигуран коју жртву мора да поднесе па је кренуо у Загреб како би се суочио са обавезама које је преузео на себе. Леа је помогла Давиду са лектиром за његовог сестрића па је између њих двоје почео да се развија дубљи однос. Зое је усредсређена на упознавање са Лазаром и веома је узбуђена због тога што ће упознати оца и гаји огромна очекивања од сусрета. Леа је с' пуним правом забринута за њу. Осећања и напетост су ипак превише за болесну Зое која се срушила након краће расправе са Леом. |                 |                                                      |
| 5 | „Епизода 1.5”   | 19. септембар 2018. (РТЛ) 20. септембар 2018. (Прва) |
| Лазар је стигао у Загреб и сазнао да је Зое позлило у току ноћи и да су је хитно пребацили у болницу. У разговору са Давидом, он је сазнао за поступну обавезу да мора званично да се упише као Зоин родитељ да би могао да изврши даривање ако се испостави да је подобан давалац. За Леу је ова вест била прилично велики потрес. Не само као врстан лекар и стручњак, Давид је својим држањем и понашањем улио Леи неопходну сигурност и потпору и знатно јој помогао у тешком стању у коме се нашла због Зоине болести. Михајло је послао своје људе, Настасју и Саву, у Загреб јер мора да сазна којим послом је Лазар тамо. Зое се коначно остварила жеља да упозна Лазара. |                 |                                                      |
| 6 | „Епизода 1.6”   | 20. септембар 2018. (РТЛ) 21. септембар 2018. (Прва) |
| Сусрет у болници је све збунио. Бисерка је изван себе − нит јој је Леа рекла да је Зое завршила у болници нити зна зашто, али тренутно јој понајвише није јасно ко је Лазар ни зашто је ту. Настасја и Сава су успешно пронашли неугледни хотел у којем је Лазар одсео, а затим и Леин стан и вредно су почели да раде на прикупљању података за Михајла. Марина је упознала једног дечка Ливија на забави и међу њима су се ствари брзо распламсале. Зое и Вен су срећни, млади, заљубљени и весели упркос болести, а Вен је њој велика подршка. Зое је позвала Лазара у стан јер жели боље да га упозна. За Леу је све што се дешава са Зое и повратком Лазара у њен, односно сада већ њихов живот превише па је то почело негативно да утиче и на њен посао у школи. Бисерка и Леин отац Перо су се потресли кад су сазнали да је човек против којег је сведочила на суду − осуђени убица − отац њихове унуке. |                 |                                                      |
| 7 | „Епизода 1.7”   | 21. септембар 2018. (РТЛ) 24. септембар 2018. (Прва) |
| У Зое су се помешали љутња према мајци и радозналост према оцу − некоме кога је недавно упознала након што се цео живот питала ко је он. У Леи се по први пут снажно јавила помисао да је јако погрешила што је позвала Лазара, а изнутра је изједају сумње, бес према себи и немоћност да се ухвати у коштац са стањем. Михајлова ћерка Сара је поново разочарана јер је он заборавио на викенд у Лондону који јој је обећао. После оца, договор је изневерила и Дијана која је уместо времена са ћерком одлучила да оде са Михајлом у Загреб. Између Милене и Митра је завладао хладни рат. Лазар ср. се разочарао у Милену јер има лоше мишљење о Лазару. Милена се забезекнула својом пристрасношћу и покушава то да отресе некако са себе. Леа и Катарина имају различите погледе на везу између Зое и Вена, а разговор између њих се брзо заоштрио. Иако нису викале, њихови тонови су рекли да су се две лавице нашле на окршају. Михајло је позвао Лазара на вечеру и смислио да га уцењује Дијаном. |                 |                                                      |
| 8 | „Епизода 1.8”   | 24. септембар 2018. (РТЛ) 25. септембар 2018. (Прва) |
| Током вечере, Михајло је порицао кривицу и користио наводну бригу за породицу док је покушавао да убеди Лазара да не треба да копа по прошлости и оптужио га да жели да њихова породица опет пролази кроз повреде због нечијих лажних сећања и да је време да то напокон оставе иза себе. Лазару је постало јасно да Михајло само жели да спаси себе. Леа је потиштена јер се Зое још увек љути на њу због Лазара па се пожалила Марини јер се боји да ће таквих стања бити све више и не зна како да се постави. Михајло је дао задатак Настасји да „обради” Леу Калембер − да сазна о њој све што може. Сава за то време треба да настави да прати Лазара како би Михајло видео шта му брат смера у Загребу. Због бежања из школе и занемаривања матуре, Катарина и Златко су постали све забринутији због Вена. Златко сматра да је Вен одлучио да баци свој живот и постане пропалица па га је казнио и у налету љутње поцепао Зоин портрет који је Вен нацртао. Давид је саопштио Леи и Лазару да је Лазар савршен давалац и да ће се потрудити да пресађивање обави што је пре могуће. Пре пресађивања, Зое и Лазар су морали да ураде бројне прегледе, а Давид их је подсетио да морају и да донесу потврду да је Лазар Зоин отац. Лазар само жели да помогне Зое па је одлучио да све у животу може да поднесе јер човек мора да издржи невероватно много: и патње и неправде и понижења, али живот детета је важнији од свега.                                                                                      |                 |                                                      |
| 9 | „Епизода 1.9”   | 25. септембар 2018. (РТЛ) 26. септембар 2018. (Прва) |
| Златко је отпратио Вена у школу јер жели да се увери да заиста похађа наставу. На ходнику је срео Леу и покушао да јој објасни да је у обостраној користи да да се веза Зое и Вена раскине. Леа није видела ништа лоше у тој вези, а још мање је мислила да има смисла забрањивати деци да се воле. Због тога је Златко све више подизао тон оптужујући је да су она и Зое криве што Вен бежи из школе и ако буде прошао лоше на матури, сматраће њу непосредним кривцем. Настасја је у школи покушала да извуче податак о Леи од директора Жупића у чему јој се посрећило па је са Златком отишла у кафић. Лазар је дао лажну изјаву код матичара да би учинио праву ствар и уписао се као Зоин отац. Зое је била пресрећна па га је позвала на вечеру у стан, а Лазар је наслутио да је Леа резервисана па није дао јасан одговор. |                 |                                                      |
| 10 | „Епизода 1.10”  | 26. септембар 2018. (РТЛ) 27. септембар 2018. (Прва) |
| Леа је забринута па се код Давида распитује о Зоином лечењу и самој операцији. Лазару није промакла блискост која се развила између Лее и Давида. Док је шетала шумом, Милени је нога упала у кљусе које је Лазаро стриц Митар поставио. Он ју је касније нашао и помогао јој да дође кући, а она је бесна на њега, не само због кљусе, него и због његовог односа па му је пребацила што није давно одлучио да направи пресудан корак да њих двоје буду заједно. Дијани није добро јер претерано пије и меша алкохол и таблете јер јој Сара није читав дан одговарала на поруке и позиве. На крају је сазнала да је сара задржана у полицијској испостави јер је током рације у клубу затечена са дрогом. Дијана је преплашена, а Михајло јој се не јавља, Пошто није знала коме да се обрати за помоћ, она је замолила Лазара да јој помогне па је он сео на аутобус и кренуо за Београд. |                 |                                                      |
| 11 | „Епизода 1.11”  | 27. септембар 2018. (РТЛ) 28. септембар 2018. (Прва) |
| Дијана је живчано дочекала Лазара у Београду и објаснила му шта се догодило са Саром и да је она хтела да иде по њу, али се бојала да ће таблоиди дознати за Сарино хапшење, а нарочито Михајловог реаговања кад би то изашло у штампи. Лазар је био врло увиђаван и није желео да повреди Дијану, али јој је скренуо пажњу да превише пије и предложио јој да крене на лечење. Лицемерни Михајло је пребацио Лазару да није његово да процењује да ли његова жена превише пије и користи превише таблета. Однос према Лазару и даље представља јаз између Лее и Зое. Лое је сазнала за Леину гарсоњеру код баке Бисерке и деке Пера па се распитала о Лазаровом пребивалишту након операције. |                 |                                                      |
| 12 | „Епизода 1.12”  | 28. септембар 2018. (РТЛ) 1. октобар 2018. (Прва)    |
| Зое је предложила Бисерки и Перу да се Лазар после операције усели у гарсоњеру у њиховом подруму. Бисерка и Перо с испрва били затечени Зоином замишљу па су одложили своју одлуку, али је Леа љута. Милена, узрујана стањем којим не може да управља, је хтела одмах да оде за Београд јер је сазнала да је Лазар дошао да помогне Дијани и Сари. Вен је покушао да разведри Зое, али она је рањива и ништа не може да јој поправи расположење. А онда је сазнала да је на снимку који кружи школом Златко како напада њену маму. Давид је одлучио да врати свој однос према Леи у пословне границе и да се не поставља између Зое и њеног оца. |                 |                                                      |
| 13 | „Епизода 1.13”  | 1. октобар 2018. (РТЛ) 2. октобар 2018. (Прва)       |
| Леа не може да верује да су Бисерка и Перо размотрили могућност да се Лазар усели код њих јер она то никако не жели, али је ипак мучи то што јој Лазар не одговара на позиве па ју је ухватила пометња због чега је почела да размишља шта ако је заувек отишао. Настасја је успела да изненади Златка и вештом преваром извукла још података о Леи и Зое. Михајло је приредио гала вечеру и наредио Дијани да се сабере и буде узорна домаћица. Дијана се бацила на сређивање вечере. Добро расположење ју је држало све док Михајло није побеснео због избора јела. Лазар се повредио док је вадио зарђало сидро из мора па је оставио свој посао у светионику и кренуо ка новом животу све док га Леа пред збуњеном Марином није назвала убицом. |                 |                                                      |
| 14 | „Епизода 1.14”  | 2. октобар 2018. (РТЛ) 3. октобар 2018. (Прва)       |
| Више од 16 година Марина није питала Леу шта се тачно догодило између ње и оца њене ћерке. Леа више није могла да издржи па је Марини открила болне појединости из своје ране младости. Зое је све више погодила болест па је постала депримирана, а своје страхове је поверила др. Мишетићу. Лазар је напустио свој дом да би био уз Зое и Леу и вратио се у Загреб где је за себе почео да тражи стан. У међувремену, Дијана је покушава да се отрезни јер Михајлу на вечеру долазе пословни ортаци. Иако се силно трудила, Дијана је опет посегла за чашом и на вечери направила испад. |                 |                                                      |
| 15 | „Епизода 1.15”  | 3. октобар 2018. (РТЛ) 4. октобар 2018. (Прва)       |
| Дијана је одлучила да промени свој живот, али јој то не полази лако за руком - поготово што ју је Михајло поново понизио. Зое се јако наљутила и на маму и на Вена јер мисли да их заправо баш брига за оно шта она осећа. Иако се претварао да га не занима прошлост, Михајло је жестоко размишљао о догађајима који су му обележили живот. Сара и даље не обраћа пажњу на мајку, а ни Милена је не оставља на миру. Преговори око усељења Лазара у дом Леиних родитеља су се наставили. Настасја је унела немир Михајлу својим открићима из Загреба док је Дијана на ивици. Леи су се ружна сећања вратила попут ноћне море. |                 |                                                      |
| 16 | „Епизода 1.16”  | 4. октобар 2018. (РТЛ) 5. октобар 2018. (Прва)       |
| Марина је доживела неугодно изненађење на састанку са Ливиом. Лазар је завршио у болници у бунилу. Зое се наљутила на Леу што је Лазарово здравствено стање занима само због њене операције, а не због самог Лазара. Михајло је Дијани дао ултиматум после којег је она била присиљена да оде на лечење. Сару је зачудила празна кућа па је потражила објашњење од Михајла. |                 |                                                      |
| 17 | „Епизода 1.17”  | 5. октобар 2018. (РТЛ) 8. октобар 2018. (Прва)       |
| Михајло је прекинуо Сарину разуздану журку после чега су се жестоко сукобили. Докторка Тадић није задовољна Дијаниним напретком на лечењу, а госпођа Црнковић је постала све више заокупљена бившим ватерполо тренером Момчилом Петровићем. Леа је покушала да поправи однос са Зое и покаже да није равнодушна према Лазару. Настасја и Сава су поново добили задатак у Загребу, а Настасја је сваки слободан тренутак користила за тајне састанке са Златком. |                 |                                                      |
| 18 | „Епизода 1.18”  | 8. октобар 2018. (РТЛ) 9. октобар 2018. (Прва)       |
| Лазар се полако опоравио и ускоро може на кућну негу. Леа се због Зое потрудила да буде љубазнија према њему. Настасја је почела све више да се свиђа Златку, али јој смета његова знатижеља да сазна више о њој. Сава је сазнао да је Лазар давалац бубрега за Зое. Дијана се напокон отворила на састанку лечења алкохоличара. Зое жели да надокнади изгубљено време са татом. Мома је збунио Дијану важном поруком, а Михајла су узрујале вести о Сари које му је јавила мајка Милена. |                 |                                                      |
| 19 | „Епизода 1.19”  | 9. октобар 2018. (РТЛ) 10. октобар 2018. (Прва)      |
| Леа је признала Марини да је Лазарово усељење добро за Зое, а Лазар се привикава на нови стан. Вен је донео посебан поклон којим је изразио Зое своју љубав. Дијана захтева одговоре од Моме. Леа и Лазар су имали тежак разговор. |                 |                                                      |
| 20 | „Епизода 1.20”  | 10. октобар 2018. (РТЛ) 11. октобар 2018. (Прва)     |
| Катарина жели да Зое врати прстен који је добила од Вена. Катарину је мајка Грета изненадила новостима из свог љубавног живота. Сара је покушала да дође до Дијане и поверила се кућној помоћници Невенки. Дијана је почела да се исповеда докторки Тадић. Лазар и Перо су се зближили. Леа је Катарини предложила заједнички ручак што је створило тешкоћу око могућег Златковог доласка. |                 |                                                      |
| 21 | „Епизода 1.21”  | 11. октобар 2018. (РТЛ) 12. октобар 2018. (Прва)     |
| Катарина је прихватила Леин позив за ручак и потајно се надала да ће јој то помоћи да се зближи са бившим супругом Златком, али догађаји су је демантовали − Златко је дошао са својом новом девојком Настасјом. Бисерка је постала врло узнемирена због пријатељства које се развило између Пера и Лазара па је предузела неопходне мере. |                 |                                                      |
| 22 | „Епизода 1.22”  | 12. октобар 2018. (РТЛ) 15. октобар 2018. (Прва)     |
| Настасја и Сава су почели да траже материјале по Леином стану и кући Калемберових. Марина је саветовала Леи да се не игра са ватром. Зое је упркос свом здравственом стању желела да наступи са пријатељима на плесном испољавању. Милена је дошла Дијани у посету. Перо је посумњао да Лазар још увек гаји осећања према Леи. |                 |                                                      |
| 23 | „Епизода 1.23”  | 15. октобар 2018. (РТЛ) 16. октобар 2018. (Прва)     |
| Лазар се неугодно изненадио кад је у болници угледао брата. Давид је замолио пријатеља заступника да дође до података о Лазаровој прошлости. Леа је открила Лазару своје страхове. Настасја је дошла да се опрости од Златка. Бисерка је замолила Пера да искористи своје везе како би сазнао више о Лазаровој породици. Михајла занима нови пословни рад. |                 |                                                      |
| 24 | „Епизода 1.24”  | 16. октобар 2018. (РТЛ) 17. октобар 2018. (Прва)     |
| Катарина је посетила Дијану у болници и помогла јој у лечењу. Михајло је сазнао необичан податак па се обратио свом оцу за помоћ. Леу, Лазара и Зое мучи неизвесност око термина за операцију. Перо је замолио старог сарадника да ископа неке појединости о породици Црнковић. Марина и Ливио су спремили изненађење за Леу. |                 |                                                      |
| 25 | „Епизода 1.25”  | 17. октобар 2018. (РТЛ) 18. октобар 2018. (Прва)     |
| Зое је учествовала у плесној приредби у парку. Марина има нове тешкоће са Ливиом. Лазар је опет упао у опасно стање. Михајло је преварио Дијану да би му помогла у остваривању његових планова. Лазар је написао Леи писмо у случају да операције не прође добро. Лазар и Зое су отишли на операцију. |                 |                                                      |
| 26 | „Епизода 1.26”  | 18. октобар 2018. (РТЛ) 19. октобар 2018. (Прва)     |
| Док су чекале исход Зоине операције, Леа је потресла Марину признањем везаним за своју прошлост. Лазар се продубио из анестезије и упознао болничарку Тину. Митар се неопрезно излануо пред Миленом која се разочарала у Лазара ср. Михајло је запретио докторки Тадић. Златко и Вен су полако изгладили односе. |                 |                                                      |
| 27 | „Епизода 1.27”  | 19. октобар 2018. (РТЛ) 22. октобар 2018. (Прва)     |
| Зое и Лазар су се опростили од заједничког боравка у болници. Милена је напокон признала Митру да чезне за њим већ 40 година. Леа чека да сазна да ли ће добити стално запослење у школи. Тина је направила изненађење Лазару. Катарина је остала запањена кад је открила ко је Зоин давалац. Дијана се вратила кући. |                 |                                                      |
| 28 | „Епизода 1.28”  | 22. октобар 2018. (РТЛ) 23. октобар 2018. (Прва)     |
| Митра је почео да раздире осећај кривице због вечери проведене са Миленом. Бисерка се забринула јер Лазар својој породици није јавио за операцију. Сава је закључио да је дошао тренутак за освету. Дијани су се срушиле заблуде о њеној непрежаљеној младалачкој љубави Лазару. Леа је разговарала са родитељима о финансијама. Милена је закључила да мора да оде у Загреб кад је сазнала шта се догодило са њеним сином Лазаром. Михајло је наговорио Дијану да позове Лазара због новца, а Дијана му је по први пут показала да није његова играчка. Леа се у кључном тренутку нашла у дому својих родитеља. |                 |                                                      |
| 29 | „Епизода 1.29”  | 23. октобар 2018. (РТЛ) 24. октобар 2018. (Прва)     |
| Лазар се све више зближио са Калемберовима, али њихово дружење је прекинула гошћа којој се нису надали. Милена је одлучила да отпутује у Загреб како би озбиљно поразговарала са својим сином и добила објашњење за све што је мучи. Леа је поново имала тешкоћа око опстанка - сем што се брине око проналаска новог посла, она је приморана да се исели из стана. Дијана је одлучила да окрене нови лист у свом животу и да се више посвети себи, али и даље није добила подршку од Михајла. Бисерка је тешила Милену и одлучила да је изненади необичном понудом. |                 |                                                      |
| 30 | „Епизода 1.30”  | 24. октобар 2018. (РТЛ) 25. октобар 2018. (Прва)     |
| Леу су немаштина и немогућност да нађе посао приморали да се пресели у родитељску кућу где је тренутно и Лазар. Бисерка и Перо су одушевљени што им се ћерка после 16 година вратила у дом, а Лазар се пријатно изненадио кад је сазнао да ће живети са Зое и Леом под истим кровом. Његово весеље због њиховог усељења је прекинула Бисеркина вест да је позвала Милену на породичну вечеру како би могла да упозна унуку Зое. За то време, Сава је одлучио да никад неће одустати од намере да се освети Лазару, а Сара је напокон прешла на Дијанину страну и почела да је подржава пред Михајлом. |                 |                                                      |
| 31 | „Епизода 1.31”  | 25. октобар 2018. (РТЛ) 26. октобар 2018. (Прва)     |
| Док се Лазар поверавао мајци Милени, она је покушала да му објасни тајне женског срца. Настасја је објаснила Сави зашто је побегла из Београда и колико су заправо опасни људи из њене прошлости. Ливио се састао са Марином и напокон јој признао истину о свом чудном понашању. Мома не може да избаци сина из главе. Зое се посвађала са Леом јер јој и даље толико крије о оцу. Вен је упао у бројне тешкоће због графита које је направио. |                 |                                                      |
| 32 | „Епизода 1.32”  | 26. октобар 2018. (РТЛ) 29. октобар 2018. (Прва)     |
| Доктор Мишетић је дошао у посету Зое и срео Леу која је почела да му се поверава. Он ју је позвао на вечеру и утешио топлим загрљајем. Баш у том тренутку је наишао Лазар коме није било драго што Леа размењује нежности са другим мушкарцем. Кад је отишао на преглед у болницу, он је срео Тину и њих двоје су почели да се зближавају. Милена се вратила у Београд и обавестила Лазара ср. да има још једну унуку. |                 |                                                      |
| 33 | „Епизода 1.33”  | 29. октобар 2018. (РТЛ) 30. октобар 2018. (Прва)     |
| Леа је отишла на вечеру са Мишетићем, али када су њега хитно звали из болнице, њихов састанак је пао у други план. Знатижељна Зое није одустала од намере да сазна што више о Лазаровој прошлости, иако је то отворило прелом да сазна неке непожељне податке о свом оцу. Митар се према Милени понашао хладније него што је она очекивала па је она почела да сумња у свој избор. За то време, Михајло је покушао да сазна зашто се Лазар ср. састао са својом заступницом и почео да страхује да ће то угрозити његове планове. |                 |                                                      |
| 34 | „Епизода 1.34”  | 30. октобар 2018. (РТЛ) 31. октобар 2018. (Прва)     |
| Зое није била нимало одушевљена Леином замишљу да вечерају заједно са Давидом. Михајло је почео да очајава јер не може да дође до новца. Марина је одлучила да помогне Ливију. Митар је почео да утапа тугу у алкохолу. До Саве је стигла вест да се спрема завера против Михајла. Зое је испитивала Лазара о његовој породици. |                 |                                                      |
| 35 | „Епизода 1.35”  | 31. октобар 2018. (РТЛ) 1. новембар 2018. (Прва)     |
| Пре него што је отишла у Лондон, Дијана је свратила у Загреб да би причала са Лазаром о ономе што је мучи. Зое је била врло суздржана на вечери са Леом и Давидом. Лазар ср. је открио Михајлу какво је изненађење приредио Милени за рођендан. Љубоморни Митар није хтео да дође на њен рођендан. Златко и Настасја су се посвађали. |                 |                                                      |
| 36 | „Епизода 1.36”  | 1. новембар 2018. (РТЛ) 2. новембар 2018. (Прва)     |
| Давид је позвао Леу да иде са њим на симпозијум у Сплит. Романтични тренутак између Митра и Милене је прекинула потресна вест. Лазар је истог трена отишао за Београд, а тамо га је Михајло спопао понудом за пословну сарадњу. Леа се узнемирила кад је почела да мисли о Лазаровим очинским правима. |                 |                                                      |
| 37 | „Епизода 1.37”  | 2. новембар 2018. (РТЛ) 5. новембар 2018. (Прва)     |
| Зое је чула да је Леа одбила да путује са Давидом због ње. Михајло је дао нову пословну понуду Лазару, а кад су се поново жестоко посвађали, отац им је очитао буквицу. Митар више није имао стрпљења за Миленине мушице. Марина је опет имала утисак да Ливио нешто муља. Вен је прославио полагање матуре. |                 |                                                      |
| 38 | „Епизода 1.38”  | 5. новембар 2018. (РТЛ) 6. новембар 2018. (Прва)     |
| Леа је отишла са Давидом на романтично путовање у Сплит. Перо је сазнао да је његов телохранитељ из министарских дана, Божо, завршио у болници. Митар и Лазар су камповали у шуми и поверили се један другом. Вен је хтео да Зое иде са њим и друштвом на излет. Лазар ср. је изненадио Милену увидом у своје финансије. |                 |                                                      |
| 39 | „Епизода 1.39”  | 6. новембар 2018. (РТЛ) 7. новембар 2018. (Прва)     |
| Перо је сазнао још појединости од Божа. Михајло је одлучио да пронађе покровитеље за пословни рад у Загребу. Леа се наљутила на маму што је пустила Зое на излет без њеног знања. Митар по повратку из шуме није обраћао пажњу на Милену. Када се Лазар вратио у Загреб, Перо му је поставио једно кључно питање. |                 |                                                      |
| 40 | „Епизода 1.40”  | 8. новембар 2018. (РТЛ/Прва)                         |
| Лазар је открио Перу истину. Михајло је посетио Златка и схватио да би овај могао да му помогне и више него што је мислио. Леа се извинила Давиду због изненадног одласка из опатије. Милена је сазнала да је Митар отишао. Златко је позвао Настасју да му се придружи на пословној вечери. Ливио је срео Леу у лошем тренутку. |                 |                                                      |
| 41 | „Епизода 1.41”  | 9. новембар 2018. (РТЛ/Прва)                         |
| Михајло је запретио Настасји због чега она није знала како ће даље са Златком. Леа је почела да се секира због новог посла. Тина је изненадила Лазара позивом на дружење. Марина се неугодно изненадила кад јој је Леа испричала да је срела Ливија са трудном женом. Лазар ср. је дошао на замисао да позове Калемберове у ловачку кућу. |                 |                                                      |
| 42 | „Епизода 1.42”  | 12. новембар 2018. (РТЛ/Прва)                        |
| Михајло је открио да је Лазар ср. овластио Милену да располаже његовим новцем. Леа је сазнала истину о Ливију и Кармели, трудној жени. Катарина је доживела разочарање на вечери са Златком и Веном. Бисерка је навалила на Пера да јој каже зашто је против посете Црнковићима. Настасја је од Саве дознала да Михајла пословни ортаци хоће да преваре. |                 |                                                      |
| 43 | „Епизода 1.43”  | 13. новембар 2018. (РТЛ/Прва)                        |
| Михајло је одлучио да уђе у посао са Златковим улагачима. Дијана се вратила из Лондона. Леа се противила замишљу да Зое посети Црнковиће. Вен је отишао на пријемни испит и успут је покушао да се искупи мајци јер је заборавио на њен рођендан. Настасја је успела да осујети план Јевтића, једног Михајловог запосленог. |                 |                                                      |
| 44 | „Епизода 1.44”  | 14. новембар 2018. (РТЛ/Прва)                        |
| Катарина је стигла у посету Дијани. Михајло је прославио склапање посла са Русима. Давид је почео да се пита зашто је Леа толико против посете Црнковићима. Тина је дошла код Лазара у гарсоњеру. Настасја се поздравила од Саве. Златко и Вен су се опет посвађали због Зое. |                 |                                                      |
| 45 | „Епизода 1.45”  | 15. новембар 2018. (РТЛ/Прва)                        |
| Зое, Перо, Бисерка и Лазар су се спремили за пут у Србију. Михајло се врло отворено удварао Катарини. Сава је покушао да открије где је нестала Настасја. Леа је остала затрпана послом и узнемирена због Зоиног одласка. Дијана и Катарина су отишла у излазак усред којег су неочекивано налетеле на познато лице − Мому. Давид је изненада посетио Леу. |                 |                                                      |
| 46 | „Епизода 1.46”  | 16. новембар 2018. (Прва) 19. новембар 2018. (РТЛ)   |
| Црнковићи и Калемберови су се боље упознали. Лазар је одвео Зое на излет у природу. Вен се сломио сазнањем да није упао на академију. Златко је потражио услугу од Михајла. Марина је упознала Кармелу и открила целу истину о њеном односу са Ливијом. Дијана је наговорила Катарину да остане још неколико дана. Марина је отета. |                 |                                                      |
| 47 | „Епизода 1.47”  | 19. новембар 2018. (Прва) 20. новембар 2018. (РТЛ)   |
| Марина је покушала да умилостиви своје отмичаре. Перо се изгубио у шуми. Зое се забринула због онога што је Сара изјавила о момцима. Леа се узнемирила јер није могла да добије Марину на телефон. Лазар ср. је дао посебан поклон Зое. Дијана је помислила да Катарина мора да нађе новог дечка. Вен је почео да крије од Зое да није упао на академију. |                 |                                                      |
| 48 | „Епизода 1.48”  | 20. новембар 2018. (Прва) 21. новембар 2018. (РТЛ)   |
| Дијана је стигла са Катарином у ловачку кућу и непријатно се изненадила кад је тамо видела Зое. Катарина је упознала Митра и свидели су се једно другом на први поглед. Предузеће у којем Леа ради је добило новог финансијског директора - Златка. Сара и Зое су отишле на сеоске караоке. Марина је послала поруку Ливију. |                 |                                                      |
| 49 | „Епизода 1.49”  | 21. новембар 2018. (Прва) 22. новембар 2018. (РТЛ)   |
| Зое је од Саре сазнала нешто што ју је много узрујало. Дијана је на одласку још мало успела да убије Лазара у појам. Митар је очијукао са Катарином и позвао ју је на јахање док је Милена немо негодовала. Златка је обузела кривица што је онемогућио Вену упис на факултет па је хтео да се искупи уз Михајлову помоћ. Ливио је дошао да спаси Марину. |                 |                                                      |
| 50 | „Епизода 1.50”  | 22. новембар 2018. (Прва) 26. новембар 2018. (РТЛ)   |
| Калемберови су се опростили од Црнковића. Михајло није био ни мало одушевљен кад је сазнао за Дијанине пословне планове. Златко је смислио да укине нека радна места у агенцији у којој Леа ради. Митар и Катарина су договорили састанак. Милена је хтела да финансијски помогне Дијани. |                 |                                                      |
| 51 | „Епизода 1.51”  | 23. новембар 2018. (Прва) 27. новембар 2018. (РТЛ)   |
| Клара је саопштила непријатну вест Леи. Јаз између Зое и Лазара се продубио. Катарина и Митар су отишли у гостионицу на романтичну вечеру. Тина је покушала да орасположи Лазара. Сава је уходио Михајловог пословног ортака. Златко има предлог за Вена. |                 |                                                      |
| 52 | „Епизода 1.52”  | 26. новембар 2018. (Прва) 28. новембар 2018. (РТЛ)   |
| Леа се узнемирила кад је чула да је Лазар довео Тину у кућу. Зое је позвала Вена са намером да спава са њим. Лазар је прискочио Перу у помоћ кад се нашао у опасном стању. Милена је одржала Митру буквицу. Дијана се изјадала пијаном Моми. Саву су ухватили Рус и његове гориле. Милена је постала спремна да помогне Дијани у послу. |                 |                                                      |
| 53 | „Епизода 1.53”  | 27. новембар 2018. (Прва) 29. новембар 2018. (РТЛ)   |
| Лазар се опоравио и постао се одлучнији у намери да каже Леи истину. Зое је изједала кривица јер је мислила да је и она делом крива што је Лазару позлило. Златко није пристао да Леа остане да ради хонорарно у редакцији. мома је почео да се бори за Савин живот. Зое је постала спремна да изгуби невиност са Веном. |                 |                                                      |
| 54 | „Епизода 1.54”  | 28. новембар 2018. (Прва) 3. децембар 2018. (РТЛ)    |
| Лазар се обратио оцу за помоћ. Леа је постала забринута за своју будућност. Митар и Милена су се узнемирили кад је Сара са старијим момком стигла пред кућу. Давид је пожелео да развије везу са Леом. Зое се састала са Марином да би разговарала о личним тешкоћама. Мома је довео Саву у болницу. |                 |                                                      |
| 55 | „Епизода 1.55”  | 29. новембар 2018. (Прва) 4. децембар 2018. (РТЛ)    |
| Лазар је понудио Леи финансијску помоћ. Однос између Михајла и Лазара ср. се додатно погоршао. Вен је признао Зое да размишља о одласку у Београд. Страст између Милене и Митра се опет распламсала. Лазар је изабрао лош тренутак да се очински постави према Зое. Дијана је посетила Саву у болници. |                 |                                                      |
| 56 | „Епизода 1.56”  | 30. новембар 2018. (Прва) 5. децембар 2018. (РТЛ)    |
| Кад му је стигла тужна вест, Лазар је са Калемберовима отишао у Србију. Перо и Лазар су покушали да спрече сусрет Лее и Михајла. Милена се замерила Михајлу након чега је он сковао план како да јој се освети. Леа је хтела што пре да се врати у Загреб, али је била приморана да остане у ловачкој кући. |                 |                                                      |
| 57 | „Епизода 1.57”  | 3. децембар 2018. (Прва) 6. децембар 2018. (РТЛ)     |
| Михајло и Дијана су довели заступницу у ловачку кућу како би остварили свој план. Леа је признала породици да је добила отказ. Лазар се забринуо због Милениног психичког стања. Златко и Вен су отишли у посету Михајлу. Ливио је питао Давида за препоруку за посао у болници. Вен је уз Сару пио и дувао. |                 |                                                      |
| 58 | „Епизода 1.58”  | 4. децембар 2018. (Прва) 10. децембар 2018. (РТЛ)    |
| Бисерка се наљутила на Пера па је одлучила да оде у Србију са Лазаром. Давид је испитивао Марину о Леином односу са Лазаром. Златко је довео своју нову девојку у кућу што Вен није добро примио. Сава је изашао из болнице. Невенка се ужаснула кад је чула налазе обдукције покојног Лазара ср. |                 |                                                      |
| 59 | „Епизода 1.59”  | 5. децембар 2018. (Прва) 11. децембар 2018. (РТЛ)    |
| Милена је са породицом отишла на парастос. Невенка се одлучила на драстичан корак. Михајло је пронашао Саву и упозорио га да се не игра ватром. Милена је дала Лазару драгоцену породичну успомену. Тина је открила да је Давид купио прстен Леи. Зое се пожалила Лазару на Веново понашање. |                 |                                                      |
| 60 | „Епизода 1.60”  | 6. децембар 2018. (Прва) 12. децембар 2018. (РТЛ)    |
| Лазар је Леи дао медаљон за Зое. Бисерка се посвађала са Пером након што је сазнала да он потајно истражује Михајла. Лазар се узрујао кад је од Тине сазнао да Давид намерава да запроси Леу. Мома је одлучио да оде у полицију и каже истину о Бранетовој смрти. Михајло је приредио непријатно изненађење Милени и Лазару. |                 |                                                      |
| 61 | „Епизода 1.61”  | 7. децембар 2018. (Прва) 13. децембар 2018. (РТЛ)    |
| Давид је запросио Леу. Лазар је позвао Тину да пође са њим у Србију. Вен је отишао на студије у Београд и сместио се код Михајла. Сава је покушао да сазна ко га је довео у болницу. Лазар је стигао у ловачку кућу и тамо затекао усамљену и депримирану Милену. |                 |                                                      |
| 62 | „Епизода 1.62”  | 10. децембар 2018. (Прва) 17. децембар 2018. (РТЛ)   |
| Леа је донела одлуку у вези Давидове просидбе. Лазар је изненадио Михајла посетом. Давид се забринуо због онога што је чуо од Тине. Док се Вен проводио са Саром, Зое се осећала напуштено. Марина се изјадала Леи о својим новчаним тешкоћама. Дијана је дошла у ловачку кућу да би пробала да орасположи Милену. |                 |                                                      |
| 63 | „Епизода 1.63”  | 11. децембар 2018. (Прва) 18. децембар 2018. (РТЛ)   |
| Бисерка је открила да је Зое попустила у школи. Мома је дошао на замисао где би Дијана могла да отвори погон, али није знао да је и Михајло бацио око на исто место. Марина је уверавала Давида да га Леа воли и да треба да буде стрпљив. Милена је питала Лазара зашто се вратио. Вен је открио да му је Златко минирао упис на академију. |                 |                                                      |
| 64 | „Епизода 1.64”  | 12. децембар 2018. (Прва) 19. децембар 2018. (РТЛ)   |
| Зое се изненадила кад јој се на кућном прагу појавио Вен. Касније, Златко је дошао по Вена што је довело до још једне жестоке свађе између њих двојице. Леа је почела да избегава Давида јер још не зна шта да му одговори. Дијана је одлучила да оде са децом до Милене што је наљутило Михајла. Вен је предложио Зое да побегну. |                 |                                                      |
| 65 | „Епизода 1.65”  | 13. децембар 2018. (Прва) 26. децембар 2018. (РТЛ)   |
| Зое је замолила Леу да Вен остане још мало код њих, али није наишла на разумевање. Сава је добио писмо од Настасје. Марина је запала у велике новчане тешкоће па јој је Леа понудила помоћ. Михајло је сазнао да се Дијанина пословна надахнућа косе са његовим плановима. Леа је коначно дала Давиду одговор везан за просидбу. |                 |                                                      |
| 66 | „Епизода 1.66”  | 14. децембар 2018. (Прва) 27. децембар 2018. (РТЛ)   |
| Лазар се неочекивано појавио код Калемберових. Док су сви пометено тражили Зое и Вена, њих двоје су безбрижно ковали планове за будућност. Лазар и Леа су се згранули Златковим држањем кад су му се обратили за помоћ. Михајлови синови Растко и Небојша су остали код Милене, потајно се спремајући за опасну пустоловину. |                 |                                                      |
| 67 | „Епизода 1.67”  | 17. децембар 2018. (Прва) 28. децембар 2018. (РТЛ)   |
| Златкова девојка Клара је самоподстицајно објавила оглас да су Зое и Вен нестали и наљутила и њега и Леу. Милена је спасила Небојшу и Растка, угрозивши тиме здравље. Док је Дијана славила отварање свог предузећа, Михајло је предузео кораке против ње. Зое и Вен су открили да им је неко обио комби. |                 |                                                      |
| 68 | „Епизода 1.68”  | 18. децембар 2018. (Прва) 1. јануар 2019. (РТЛ)      |
| Зое и Вен су наишли на нову тешкоћу. Михајло је дао непријатан задатак Сави. Леа и Лазар су сазнали где су заправо Зое и Вен. Миленино стање се погоршало. Михајло је навукао Дијани инспекцију на врат. Сава је тражио помоћ од др. Тадић. Перо је у новинама наишао на умрлицу над којом се добро замислио. |                 |                                                      |
| 69 | „Епизода 1.69”  | 19. децембар 2018. (Прва) 2. јануар 2019. (РТЛ)      |
| Лазар, Леа и Вен су кренули у потрагу за Зое на Плитвицама. Михајло је дошао по тешко болесну Милену и одвео је у болницу. Перо је покушао да уђе у траг некоме кога дуго није видео. Сава је затражио одговоре од Моме. Бисерки није јасно зашто Перо није хтео да иде на сахрану своје старе шефице. |                 |                                                      |
| 70 | „Епизода 1.70”  | 20. децембар 2018. (Прва) 3. јануар 2019. (РТЛ)      |
| Леа се срушила и завршила у болници. Настасја је упозорила Дијану да је Михајло минира. Давид је срео Лазара, на обострано незадовољство. Михајло је сазнао да је Милена Дијанина пословна ортакиња. Настасја је упутила Саву у своје планове. Вен је замерио Зое што га је оставила на цедилу. |                 |                                                      |
| 71 | „Епизода 1.71”  | 21. децембар 2018. (Прва) 7. јануар 2019. (РТЛ)      |
| Лазар је бдео над болесном Леом. Између Зое и Вена се створио јаз. Дијана је смислила план како да се отараси инспекције заобилазним путем, не знајући да је Сава шпијунира. Михајло је сазнао да Настасја може да му направи тешкоће. Марина је позвала Ливија да дође да јој помогне са селидбом. |                 |                                                      |
| 72 | „Епизода 1.72”  | 24. децембар 2018. (Прва) 8. јануар 2019. (РТЛ)      |
| Дијана је уценила Јевтића. Давид је забранио Лаѕару да посећује Леу у болници. Леа је у Зое изнова пробудила саосећање за Вена. Марина се уселила у гарсоњеру. Перо се састао са сином покојне познанице Теом. Зое никако не може да дође до Вена. |                 |                                                      |
| 73 | „Епизода 1.73”  | 25. децембар 2018. (Прва) 9. јануар 2019. (РТЛ)      |
| Перо је открио своју тајну Лазару. Ливио је замолио Давида за помоћ око изненађења за Марину. Зое никако није успела да дође до Вена. Настасја се распитивала за Златка. Кад ју је Ливио разљутио, Марина се истресла на Лазара. Михајло и Дијана су посетили Милену. Лазар је сазнао да Леа и Давид више нису заједно. |                 |                                                      |
| 74 | „Епизода 1.74”  | 26. децембар 2018. (Прва) 22. јануар 2019. (РТЛ)     |
| Кад му је позлило, Тео је завршио у болници. Перо страхује да је пренео болест на Теа и признао је Давиду истину. Дијана је добила добру вест. Зое је наговорила Вена да се врати у Београд. Михајло је открио да га је Јевтић издао. Прича о Перовом односу са старом шефицом Марјетом се полако открио. |                 |                                                      |
| 75 | „Епизода 1.75”  | 27. децембар 2018. (Прва) 24. јануар 2019. (РТЛ)     |
| Леа и Марина су упознале Теа и откриле да имају много тога заједничког. Бисерка је упала Перу у собу у незгодном тренутку. Милена се поверила комшији Милораду и одлучила да самоподстицајно оде из болнице. |                 |                                                      |
| 76 | „Епизода 1.76”  | 28. децембар 2018. (Прва) 28. јануар 2019. (РТЛ)     |
| Милорад је довео Милену у своју кућу. Настасја је саветовала Дијани да побегне што даље од Михајла. Ливио је постао љубоморан на Теа. Мома је спасио Дијану од искушења. Лазар је сазнао да му је мајка нестала из болнице. Михајлу је полиција закуцала на врата. Лазар је дошао да се опрости од Лее. |                 |                                                      |
| 77 | „Епизода 1.77”  | 14. јануар 2019. (Прва) 28. јануар 2019. (РТЛ)       |
| Леа је сазнала да запослени у болници спремају изненађење за Давида. Невенка се вратила у ловачку кућу. Милена је ступила у везу са Лазаром и објаснила му своје стање. Перо је почео да се све теже носи са грижом савести. Леа је признала Марини да јој Давид недостаје. |                 |                                                      |
| 78 | „Епизода 1.78”  | 15. јануар 2019. (Прва) 29. јануар 2019. (РТЛ)       |
| Михајло је чуо непријатну вест на радију. Леа је изнела неочекивану понуду Давиду. Свађа између Лазара и Михајла је прерасла у физички сукоб. Настасја је дошла у Загреб како би видела Златка. Бисерка је предложила да Тео дође код њих. Лазар је отишао у полицију како би учинио нешто што је давно требало да учини. |                 |                                                      |
| 79 | „Епизода 1.79”  | 16. јануар 2019. (Прва) 29. јануар 2019. (РТЛ)       |
| Дијана је лагала Лазара у вези Моме. Сара је отишла у излазак упркос мајчином противљењу. Милена и Невенка су се забринуле за Лазара. Давид се излануо пред Леом и изазвао ланчану реакцију која је довела до разлаза у породици Калембер. |                 |                                                      |
| 80 | „Епизода 1.80”  | 17. јануар 2019. (Прва) 30. јануар 2019. (РТЛ)       |
| Бисерка више не жели да буде под истим кровом са Пером. Михајлу су дошли непожељни посетиоци. Вен је чуо нешто што га је дубоко узнемирило. Милорад је недвосмислено дао Милени до знања да му се свиђа. Перо је покушао да сазна од Лее где је Бисерка отишла. Клара има нешто важно да каже Златку. |                 |                                                      |
| 81 | „Епизода 1.81”  | 18. јануар 2019. (Прва) 30. јануар 2019. (РТЛ)       |
| Дијана се са децом вратила кући. Сава је открио Михајлов тајни плен. Лазар је урадио нешто због чега га је касније гризла савест. Перо је послао материјале државном тужиоцу. Милена је спремила опроштајну вечеру за Милорада. |                 |                                                      |
| 82 | „Епизода 1.82”  | 21. јануар 2019. (Прва) 31. јануар 2019. (РТЛ)       |
| Зое се обратила директору школе са несвакидашњом молбом. Вен се вратио у Загреб кад је сазнао потресну вест. Перо је отишао код Бисерке како би покушао да се помири са њом. Зое је открила да Тео познаје Лазар и Михајла. Дијана је добила хартије за развод брака. Михајло је дао посебан задатак Дијани. |                 |                                                      |
| 83 | „Епизода 1.83”  | 22. јануар 2019. (Прва) 4. фебруар 2019. (РТЛ)       |
| Леа жели што пре да се уда за Давида. Златко је потресао Клару реаговањем на њену трудноћу. Зое је јавила Лазару да Леа спрема свадбу. Дијана је покушала да откључа Михајлов преносни рачунар. Леа је смислила где би Бисерка могла да се усели. Дијана је затекла Саву у покушају крађе. |                 |                                                      |
| 84 | „Епизода 1.84”  | 23. јануар 2019. (Прва) 5. фебруар 2019. (РТЛ)       |
| Бисерка се непријатно изненадила кад јој је Леа открила да се удаје. Давид је остао без кума па је морао на брзину да нађе замену. Лазар се тешко носи са вешћу о Леиној удаји. Марина и Тео су договорили састанак. Настасја је прекорила Саву, али му и дала савет. Невенка се запрепастила нередом који ју је дочекао у ловачкој кући. |                 |                                                      |
| 85 | „Епизода 1.85”  | 24. јануар 2019. (Прва) 6. фебруар 2019. (РТЛ)       |
| Леа и Давид су отишли код матичара. Лазар се вратио у Загреб спреман да се бори за своју љубав. Бисерка је добила савет од старе пријатељице. Давид је опет имао тешкоћа са кумом. Перо је искористио свадбу како би поразговарао са Бисерком. Настасја је дошла у посету Вену. Дијана је има понуду за Саву. |                 |                                                      |
| 86 | „Епизода 1.86”  | 25. јануар 2019. (Прва) 7. фебруар 2019. (РТЛ)       |
| Марина је нашла писмо које је Лазар написао Леи пре операције. Тео је добио непријатан позив из Немачке. Зое је позвала Лазара на вечеру код Калемберових. Дијана је покушала да утеши узнемирену Сару. Марина је тражила одговоре од Лазара. |                 |                                                      |
| 87 | „Епизода 1.87”  | 28. јануар 2019. (Прва) 11. фебруар 2019. (РТЛ)      |
| Лазар је дошао на разговор са Леом, а то се Давиду ни мало није свидело. Зое је затекла Вена и Настасју у његовој соби. Ливио одлази на брод па је хтео да се опрости са Марином. Дијана је одлучила да пошаље децу својим родитељима. Перо је сазнао да Марина има Лазарево писмо. Златко и Клара су се посвађали око њене трудноће. |                 |                                                      |
| 88 | „Епизода 1.88”  | 30. јануар 2019. (Прва) 12. фебруар 2019. (РТЛ)      |
| Давид је добио привлачну понуду за посао у иностранству. Бисерку је спопала радознала комшиница. Клара има нову пословну понуду за Леу. Михајло је проширио круг познанстава у затвору. Давид је изненадио Леу неочекиваним питањем. Зое се упознала са једним момком Гргом у библиотеци. |                 |                                                      |
| 89 | „Епизода 1.89”  | 31. јануар 2019. (Прва) 13. фебруар 2019. (РТЛ)      |
| Давид је рекао Леи за нови посао и питао је да ли хоће са њим у Немачку. Златко је изашао из затвора кад му је неко неименован платио јемству. Леа је тражила одговоре од Лазара. Тео и Марина су отишли на вечеру. Михајло је добио обесхрабрујућу вест од заступника. Марина је одлучила шта ће да уради са писмом. |                 |                                                      |
| 90 | „Епизода 1.90”  | 1. фебруар 2019. (Прва) 14. фебруар 2019. (РТЛ)      |
| Митар је спасио Лазара од погибије. Клара се поверила Леи. Давид се потресао након новог сазнања. Милена је посетила Михајла у затвору. Тео је признао Перу своју тајну. Сава је ангажовао Настасју да ради за Дијану. Грга је позвао Зое на кафу. Леа се двоуми око одласка са Давидом у Немачку. |                 |                                                      |
| 91 | „Епизода 1.91”  | 4. фебруар 2019. (Прва) 18. фебруар 2019. (РТЛ)      |
| Леа је збуњена Давидовим понашањем. Вен је мало љубоморан на Гргу. Михајло је почео да се распитује како да побегне из затвора. Митар се непријатно изненадио кад је видео Милену са Милорадом. Дијана је позвала Лазара на вечеру. Перо је понудио Теу помоћ око његових тешкоћа са законом. |                 |                                                      |
| 92 | „Епизода 1.92”  | 5. фебруар 2019. (Прва) 19. фебруар 2019. (РТЛ)      |
| Перо се обратио Лазару за помоћ. Сава је тражио податке од старог знанца. Вену није драго што мора да се врати у Михајлову кућу. Перу се удварала комшиница Милица. Дијана има задатак за Саву и Настасју. |                 |                                                      |
| 93 | „Епизода 1.93”  | 6. фебруар 2019. (Прва) 20. фебруар 2019. (РТЛ)      |
| Михајло је добио изненађујућу вест. Бисерка се наљутила на комшиницу Милицу је се отворено набацивала Перу. Леу је јако погодило кад је сазнала шта јој је Зое прећутала. Дијана је добила налазе теста трудноће. Перо је открио Бисерки нешто што јој је дуго скривао. Зое је донела још једну одлуку мимо мајчиног знања. |                 |                                                      |
| 94 | „Епизода 1.94”  | 7. фебруар 2019. (Прва) 21. фебруар 2019. (РТЛ)      |
| Случајна спознаја је потресла Леу. Перо и Тео су добили неочекивану сапутницу за одлазак у Србију. Настасја је пронашла онесвешћену Дијану. Марина је учинила нешто што више није могла да одлаже. Вен се вратио у кућу Црнковића. |                 |                                                      |
| 95 | „Епизода 1.95”  | 8. фебруар 2019. (Прва) 22. фебруар 2019. (РТЛ)      |
| Леа је и даље потресена. Лазар је полудео кад је открио прави разлог напетости између Милене и Митра. На Веново изненађење, у кућу Црнковића је стигла Сара, али не само она. Бисерка се јако забринула због Лее. Настасји се не свиђа што Сава крије нешто од ње. Сара је покушала да заведе Вена. |                 |                                                      |
| 96 | „Епизода 1.96”  | 11. фебруар 2019. (Прва) 25. фебруар 2019. (РТЛ)     |
| Дијана је преварила Лазара да дође на отварање њене радње. Сара је видела прилику у Веновом пијанству. Златко није баш најсрећнији понашањем свог новог цимера. Сава је купио пиштољ. Перо и Лазар су се узнемирили кад су открили кога је Митар довео у Михајлову кућу. |                 |                                                      |
| 97 | „Епизода 1.97”  | 12. фебруар 2019. (Прва) 26. фебруар 2019. (РТЛ)     |
| Зое је раскинула са Веном, али он се не предаје тако лако. Марина је јавила Лазару да је Леи јако лоше и да мора одмах да дође. Сава је признао Настасији зашто се намерио на Лазара. Дијана је продала део бисера. Златка је затекла Настасијина посета. |                 |                                                      |
| 98 | „Епизода 1.98”  | 13. фебруар 2019. (Прва) 27. фебруар 2019. (РТЛ)     |
| Леа жели да отпутује у Немачку код Давида. Настасја и Златко кују план како да среде Михајла. Дијана је имала неочекивану гошћу у својој продавници у Загребу. Вен је тражио посао у ресторану. Милена се поново зближила са Митром. Перо је схватио да Зое има ватру. Дијана има нешто важно да каже Лазару. |                 |                                                      |
| 99 | „Епизода 1.99”  | 14. фебруар 2019. (Прва) 28. фебруар 2019. (РТЛ)     |
| Лазар је појурио у ваздушну луку да би пробао да дође до Лее пре него што се она укрца у ваздухоплов. Дијана је непријатно изненадила Милену на отварању радње. Перо је довео лекара да прегледа Зое. Тео има скривени план. Вен је лагао Златка где је и шта ради. Сава се спремио за коначни обрачун са Лазаром. |                 |                                                      |
| 100 | „Епизода 1.100” | 15. фебруар 2019. (Прва) 1. март 2019. (РТЛ)         |
| Дијана се испречила између Лее и Лазара. Леа је отишла у полицијску испоставу да би пријавила саму себе због лажног сведочења. Михајло је покренуо акцију против Златка. Тео је спровео свој тајанствени план. Настасја је тражила услугу од Златка. Михајло је поново претио Дијани. Сара је довела Саву у неприлике. |                 |                                                      |
| 101 | „Епизода 1.101” | 18. фебруар 2019. (Прва) 4. март 2019. (РТЛ)         |
| Након што је сазнала да је Зое болесна, Леа је одлучила да сместа крене у Београд. Милену је потресло ново откриће о Митру. Полиција је извршила претрес Златковог стана. Сава је покушао да се реши Саре. Огорчена Клара је упозорила Настасју. Лазар и Леа су почели да се отварају једно према другом. |                 |                                                      |
| 102 | „Епизода 1.102” | 19. фебруар 2019. (Прва) 5. март 2019. (РТЛ)         |
| Леа има грижу савести због зближавања са Лазаром. Давид није био нимало срећан кад је сазнао да је Леа отишла сама са Лазаром у Београд. Сава је препустио Вену бригу о Сари. Клара се сломила пред Настасјом. Невенки је Тео све сумњивији. Милена је запретила Дијани. Александра, Митрова супруга, је открила да јој је Митар прећутао нешто битно. |                 |                                                      |
| 103 | „Епизода 1.103” | 20. фебруар 2019. (Прва) 6. март 2019. (РТЛ)         |
| Напетост између Давида и Лазара се заоштрила. Александра се труди да сазна ко је Митрова кобна жена. Настасја је покушала да одговори Клару од побачаја. Мома је изашао са клинике за одвикавање, спреман за нови почетак. Сара је излудела Вена. Дијана је извукла дебљи крај у свађи са Михајлом. |                 |                                                      |
| 104 | „Епизода 1.104” | 21. фебруар 2019. (Прва) 7. март 2019. (РТЛ)         |
| Леа се узнемирила кад је случајно срела Михајла у болници. Александра је посегла за драстичним мерама након што јој је Митар признао истину. Настасја је огорчена на Златка због Кларе. Сара је наставила да изазива Вена. Леа се непријатно изненадила након новог сазнања о Лазару. |                 |                                                      |
| 105 | „Епизода 1.105” | 22. фебруар 2019. (Прва) 8. март 2019. (РТЛ)         |
| Давид је тражио од Лее да се коначно одлучи ко је мушкарац њеног живота. Сукоб Михајла и Дијане је исходио доласком полиције. Златко је одјурио у болницу да би спречио Кларин побачај. Настасја је довела Сару назад у кућу Црнковића. Милена упркос свему и даље осећа привлачност према Митру. |                 |                                                      |
| 106 | „Епизода 1.106” | 25. фебруар 2019. (Прва) 11. март 2019. (РТЛ)        |
| Давид више не може да издржи Лазарово уплитање у његов и Леин живот. Александра из пркоса жели обичајну свадбу са Митром. Вен није могао да пусти Зое да само тако оде. Михајло мора да се дочепа бисера да би опет био слободан човек. Сара није прихватила Настасијино овлашћење. Дијана покушава да дође до Саве. |                 |                                                      |
| 107 | „Епизода 1.107” | 26. фебруар 2019. (Прва) 12. март 2019. (РТЛ)        |
| Леа се суочила са огорченим Давидом. Михајло је покушао силом да сазна где су његови бисери. Избезумљена Дијана је позвала Лазара да је спаси од Михајла. Милена је узрујана стањем око Митра и Александре. Сара је помало љубоморна на Настасју. Неко из прошлости је натерао Теа да извуче Зое из куће. |                 |                                                      |
| 108 | „Епизода 1.108” | 27. фебруар 2019. (Прва) 13. март 2019. (РТЛ)        |
| Леа је доживела непријатност на гробу Лазара ср. Долазак Дијане и Лазара је створио још већу напетост у ловачкој кући. Тео и Марјета су се посвађали због Зое. Мома је напокон дао Сави одговоре које је тако дуго тражио. Марина је покушала да орасположи Пера. |                 |                                                      |
| 109 | „Епизода 1.109” | 28. фебруар 2019. (Прва) 14. март 2019. (РТЛ)        |
| Лазар је пронашао тужну Леу и сазнао да се растала од Давида. Михајло је запретио Дијани да ће јој одузети децу ако му не каже где су бисери. Митар је признао Александри шта осећа према Милени. Перо је послао Лукића да покуша да наговори Бисерку да дође на његов рођендан. Михајло се упознао са Александром. |                 |                                                      |
| 110 | „Епизода 1.110” | 1. март 2019. (Прва) 18. март 2019. (РТЛ)            |
| Перо се запрепастио сазнањем да је Марјета жива и жељна освете. Михајло је открио Александри занимљивости из свог породичног живота. Лазар је отишао са Дијаном на ултразвук. Настасја мора озбиљно да разговара са Савом. Перо је замолио Лукића да не пријављује Теа. Александра се лажно представила Давиду. |                 |                                                      |
| 111 | „Епизода 1.111” | 4. март 2019. (Прва) 19. март 2019. (РТЛ)            |
| Леа је увидела шта јој све доноси разлаз од Давида. Сара жели да помогне Сави да се освети Михајлу. Тео је отишао и оставио опроштајно писмо за Пера. Марјета је смислила нови план − који укључује Бисерку. Александра је преварила Давида како би дошла до података о Зое. Сара је тражила помоћ од Дијане. |                 |                                                      |
| 112 | „Епизода 1.112” | 5. март 2019. (Прва) 20. март 2019. (РТЛ)            |
| Дијана и Михајло су се сукобили око Саре. Перо је избацио Марјету из стана, али се она није предала тако лако. Сара је сазнала за очеве бисере и кренула у потрагу за њима. Бисерка је променила браву у кући Калемберових. Мома тражи посао. Дијана жели да Лазар проведе ноћ са њом у хотелу. |                 |                                                      |
| 113 | „Епизода 1.113” | 6. март 2019. (Прва) 21. март 2019. (РТЛ)            |
| Сари се не свиђа што је Михајло у кућу довео своју љубавницу. Митар се потресао Милениним плановима за реновирање ловачке куће. Повређени Перо није имао другог избора него да се ослони на Марјетину кућну "негу". Сара је замолила Настасју за помоћ. |                 |                                                      |
| 114 | „Епизода 1.114” | 7. март 2019. (Прва) 25. март 2019. (РТЛ)            |
| Леа се изненадила кад је угледала Дијану на свом кућном прагу. Александра је донела Михајлу налазе ДНК испитивања Зоиног очинства. Давид и Марина су се зближили на весељу Давидове болничарке Даринке. Бисерка жели да се освети Перу јер је уверена да је вара са Марјетом. Михајла је сачекао хладан туш на радном месту. |                 |                                                      |
| 115 | „Епизода 1.115” | 8. март 2019. (Прва) 26. март 2019. (РТЛ)            |
| Александра је сковала план, а први корак је − довлачење Лазара у Загреб. Сара има посебан поклон за Саву, али он није реаговао онако како је она очекивала. Бисерка је сазнала да је Марјета преваранткиња. Мома је охрабрио Лазара да се пријави за тренера ватерполо екипе. |                 |                                                      |
| 116 | „Епизода 1.116” | 11. март 2019. (Прва) 27. март 2019. (РТЛ)           |
| Леа, Зое и Бисерка су спашене из куће. Александра и Михајло су спремили изненађење за Лазара. Давид је спреман за окончање развода. Бисерка је примила телефонски позив из полиције. Невенка је тражила од Милене да рашчисти свој однос са Митром. Леа је схватила да постоји нешто између Давид и Марине. |                 |                                                      |
| 117 | „Епизода 1.117” | 12. март 2019. (Прва) 28. март 2019. (РТЛ)           |
| Кад је схватио да му је неко украо бисере, потресени Михајло је посумњао на Александру. Марини веза са Давидом нарушава однос са Леом. Митар жели да се реши Александре по сваку цену. Милену је фрапирало откриће да је Дијана трудна. Бисерка се брине о повређеном Перу што је он искористио како би се поново зближио са њом. |                 |                                                      |
| 118 | „Епизода 1.118” | 13. март 2019. (Прва) 1. април 2019. (РТЛ)           |
| Михајло је тражио од Саре да му врати бисере. Митар се разводи од Александре. Марина се растужила кад јој је Давид рекао да одлази на рад у иностранство. Сара је стала на Савину страну. Лазар се обратио Митру за помоћ. Милену је запрепастило сазнање да је Александра сада са Михајлом. |                 |                                                      |
| 119 | „Епизода 1.119” | 14. март 2019. (Прва) 2. април 2019. (РТЛ)           |
| Александра испитује Михајлову љубав и приврженост. Милена наваљује да јој Дијана каже чије дете носи. Михајло је тражио од Лазара новац. Сестра Даринка има посебну молбу за Давида и Марину. Грга није био сасвим искрен према Зое. Михајло је одлучио да уђе у траг Сари и Сави. |                 |                                                      |
| 120 | „Епизода 1.120” | 15. март 2019. (Прва) 3. април 2019. (РТЛ)           |
| Лазар је добио позив који се на одбија. Михајло је дошао код Александре у хотелску собу где га је дочекало непријатно изненађење. Зое је схватила да Грга није онај за кога се издаје. Сава је наговорио Сару да му помогне да ухвати Михајла у клопку. Милена је ликовала над Дијанином немоћи. |                 |                                                      |
| 121 | „Епизода 1.121” | 18. март 2019. (Прва) 4. април 2019. (РТЛ)           |
| Удаје се Даринка на чију свадбу, на Леину срећу, долази и Лазар. Зое се наљутила кад се Грга појавио на свадби. Сава се спремио за коначну освету Михајлу. Леа и Марина су имале једна другој још много тога да кажу, а нетрпељивост између Милене и Дијане је све већа. |                 |                                                      |
| 122 | „Епизода 1.122” | 19. март 2019. (Прва) 8. април 2019. (РТЛ)           |
| Лазар и Леа уживају у заједничким тренуцима. Сава је почео да се свети Михајлу, али му не иде све по плану. Очајна Сара се сломила пред Момом. Давид се опростио од Марине. Перо је поново запросио Бибу. Зое је тужна и због Грге и због Вена. Даринка је подстакла Марину да следи своје срце. |                 |                                                      |
| 123 | „Епизода 1.123” | 20. март 2019. (Прва) 9. април 2019. (РТЛ)           |
| Мома је упао на Михајлову изјаву за штампу да би пред новинарима испричао своју истину. Давид је на Лазарову молбу лажирао Зоину здравствени картон. Милена је нашла нов начин да повреди Дијану и у томе злурадо ужива. Зое је отишла на излет са Леом и Лазаром. Мома је напокон открио Сави да му је отац. |                 |                                                      |
| 124 | „Епизода 1.124” | 21. март 2019. (Прва) 10. април 2019. (РТЛ)          |
| Лазар је отишао у Србију да рашчисти све што стоји на путу његовој и Леиној срећи. Сава се одрекао Моме. Сара је признала Михајлу да више нема бисера. Перо је охрабрио Гргу да не одустаје о Зое. Митар је згранут Милениним понашањем према Дијани. Михајло је сазнао ко је заправо пуцао у њега. |                 |                                                      |
| 125 | „Епизода 1.125” | 22. март 2019. (Прва) 11. април 2019. (РТЛ)          |
| Лазар је отишао код Дијане да јој разбије све привиде око њиховог односа. Грга је показао необично занимање за кућу Калемберових. Сава пркоси полицији. Милена је дубоко забринута због Дијаниног стања. Сара је открила Моми да му је син завршио у затвору. Лазар се нашао са Михајлом због уцене. |                 |                                                      |
| 126 | „Епизода 1.126” | 25. март 2019. (Прва) 15. април 2019. (РТЛ)          |
| Бисерка не може никако да нађе касету са снимком своје свадбе јер ју је Перо из неког разлога сакрио. Зое се распитала о кући Калемберових. Сава се наљутио због Момине и Сарине посете, али је њена љубав ипак успела да га смекша. Вен се непријатно изненадио приликом шетње по парку. |                 |                                                      |
| 127 | „Епизода 1.127” | 26. март 2019. (Прва) 16. април 2019. (РТЛ)          |
| Леа и Лазар заједничким снагама покушавају да помире Бисерку и Пера. Златко има неуобичајен рођендански поклон за Вена. Сара се досетила начина да дође до новца за помоћ Сави. Зое је пружила Грги смештај. Вен је упознао симпатичну Ванесу која се такође бави цртањем. Александра је подстакла Михајла да се разведе. |                 |                                                      |
| 128 | „Епизода 1.128” | 27. март 2019. (Прва) 17. април 2019. (РТЛ)          |
| Михајло је отишао у ловачку кућу како би затражио развод. Дијана је у пометњи побегла заједно са Саром. Катарина се накратко вратила из Америке због Веновог рођендана, а обоје су се згрозили Златковим поклоном. Грга је утешио потиштену Зое. Леа и Лазар врше припреме за Перову и Бисеркину обнову завета. |                 |                                                      |
| 129 | „Епизода 1.129” | 28. март 2019. (Прва) 18. април 2019. (РТЛ)          |
| Лазар је спремио посебно изненађење за Леу. Михајло се посвађао са др. Тадић која покушава да га држи што даље од Дијане. Александра је схватила да је Сарино стање озбиљније него што се мислило. Зое је пронашла слике Гргине породице. Обнова бисеркиних и Перових брачних завета је дошла у питање. Вен и Грга су се сукобили због Зое. |                 |                                                      |
| 130 | „Епизода 1.130” | 29. март 2019. (Прва) 22. април 2019. (РТЛ)          |
| Др. Тадић је стала на жуљ Михајлу. Вен и Златко су завршили у полицијској испостави. Бисерка се бацила на спремање свадбе. Грга се осветио Златку. Михајло има велику вест за Александру. |                 |                                                      |
| 131 | „Епизода 1.131” | 1. април 2019. (Прва) 23. април 2019. (РТЛ)          |
| Лазар и Леа су отишли у ловачку кућу да би свим саопштили срећну вест. Михајло је тражио велику услугу од Александре. Зое је добила позив на романтичну вечеру. Дијана је открила др. Тадић нешто што још никоме није рекла. Милена се посвађала са Бисерком око планова за свадбу. |                 |                                                      |
| 132 | „Епизода 1.132” | 2. април 2019. (Прва) 24. април 2019. (РТЛ)          |
| Златко се вратио са задњег рочишта суђења са јако лошим вестима. Александра се колеба око лажирања Дијаниних налаза. Михајло је покушао да превари Сару и да је окрене против мајке. Александра је затекла Михајла и Леу у чудном стању на крову болнице. Сара се помирила са Лазаром. |                 |                                                      |
| 133 | „Епизода 1.133” | 3. април 2019. (Прва) 25. април 2019. (РТЛ)          |
| Александра захтева да јој Михајло каже шта се тачно збило између њега и Лее. Перо је замолио Зое да му помогне и извуче га из невоље. Др. Тадић је понудила Дијани привремени смештај. Нетрпељивост између Вена и Златка је прерасла у скученој хотелској соби. |                 |                                                      |
| 134 | „Епизода 1.134” | 4. април 2019. (Прва) 29. април 2019. (РТЛ)          |
| Михајло је предузео опипљиве кораке да одузме Дијани децу. Сава је побегао из затвора како би помогао Сари. Дијана је очајна јер јој нико не верује да није возила у пијаном стању. Бисерка се наљутила због уништене венчанице. Зое се изненадила кад је видела Вена у парку са Гргом. Леа је постала преплашена пред свадбу. |                 |                                                      |
| 135 | „Епизода 1.135” | 5. април 2019. (Прва) 1. мај 2019. (РТЛ)             |
| Михајло је дошао по Сару са социјалном радницом. Лазар је питао Леу да ли има недоумице око свадбе. Златко је покушао да одвуче Вена са улице. Бисерка је решила да уништи Миленину венчаницу. Перо разматра могућност селидбе због Лее и Лазара. Др. Тадић је подстакла Саву да се отвори Моми. Дијана је тражила помоћ од Милене. |                 |                                                      |
| 136 | „Епизода 1.136” | 8. април 2019. (Прва) 2. мај 2019. (РТЛ)             |
| Михајло је сазнао да се Лазар жени и да није позван на свадбу, али је свеједно спремио поклон за њега и Леу. Др. Тадић је почела да верује да су Дијанини налази лажирани. Вен је покушао да заради новац цртањем. Александру све више живцира Михајлов породични живот. Зое је отворила врата неочекиваном госту. |                 |                                                      |
| 137 | „Епизода 1.137” | 9. април 2019. (Прва) 3. мај 2019. (РТЛ)             |
| Михајло жели да разговара насамо са Зое да би је замолио за једну услугу. Дијана покушава да дође до доказа да су јој налази лажирани. Лазар крије нешто од Лее. Златко је признао Вену своје грешке. Михајло је донео Дијани хартије за развод брака, али уз драстичне услове. |                 |                                                      |
| 138 | „Епизода 1.138” | 10. април 2019. (Прва) 7. мај 2019. (РТЛ)            |
| Лазар је спремио изненађење за Леу. Сара је покушала да допре до Саве чију болничку собу чувају полицајци. Сломљени Златко је открио Вену да иде у затвор. Др. Тадић је одлучила да помогне Дијани тако што ће да провали у Александрин преносни рачунар. Бисерка је остала затечена кад је на кућном прагу угледала Милену и Сару. |                 |                                                      |
| 139 | „Епизода 1.139” | 11. април 2019. (Прва) 8. мај 2019. (РТЛ)            |
| Сара жели да сазна шта се налази у коверти коју је Михајло дао Зое. Златко се опростио од Вена пред одлазак у затвор. Милена се непријатно изненадила Бисеркиним понашањем. Александра је добила увид у Михајлову праву нарав. Грга има замисао како да мало олакша Вену и себи живот. |                 |                                                      |
| 140 | „Епизода 1.140” | 12. април 2019. (Прва) 9. мај 2019. (РТЛ)            |
| Дијана је запрепастила Лазара радикалним предлогом. Вен је изненадио Гргу великодушном понудом за помоћ. Бисерка није ни мело одушевљена Милениним замислима за свадбу. Лазар је упозорио Александру на Михајла. Перо је открио Грги појединости из његовог живота. Зое је сазнала да Вен није спавао са Саром. |                 |                                                      |
| 141 | „Епизода 1.141” | 15. април 2019. (Прва) 13. мај 2019. (РТЛ)           |
| Александра не може да трпи Михајлову насилност. Грга је отишао у Америку, али је прво морао да се поздрави са Зое. Бисерка и Милена су наставиле да се сукобљавају око свадбе. Дијана је спремна да окрене нови лист у животу. Митар је дао Лазару свадбени поклон. Михајло је подсетио Зое на њихов договор. |                 |                                                      |
| 142 | „Епизода 1.142” | 16. април 2019. (Прва) 14. мај 2019. (РТЛ)           |
| Дан је Леине удаје за Лазара, но све се чини да га она неће упамтити као најлепши дан у свом животу јер је на свадбу стигао и Михајло. Александра је остала уздрмана након разговора са Дијаном. Сара је подстакла Зое да се помири са Веном. Др. Тадић је пријавила Михајла управном одбору болнице. |                 |                                                      |
| 143 | „Епизода 1.143” | 17. април 2019. (Прва) 15. мај 2019. (РТЛ)           |
| Леа је рекла Лазару да не може да се уда за њега. Михајло је потврдио Александрине стрепње о својој правој нарави. Настасја се вратила у новом издању. Вен теши потресену Зое. Сава је добио прилику за спас, али по велику цену. Лазар је спремио своје ствари и отишао из куће Калемберових. |                 |                                                      |
| 144 | „Епизода 1.144” | 18. април 2019. (Прва) 16. мај 2019. (РТЛ)           |
| Повређени Михајло је запретио и Александри и др. Тадић. Леа је признала Бисерки зашто је одустала од удаје за Лазара. Зое је покушала да сазна нешто више о целом стању од Саре. Дијана је нашла нови смештај − а уједно и новог цимера. Лазар се вратио у Београд. |                 |                                                      |
| 145 | „Епизода 1.145” | 19. април 2019. (Прва) 20. мај 2019. (РТЛ)           |
| Александра је запретила Михајлу доказима да је насилник. Бисерка је потегла за Перовим пиштољем. Сара је уверена да је Михајло уплео своје прсте да свадба пропадне. Мома је подстакао Дијану да задржи дете и да сазна чије је. Сава одлучује хоће ли побећи у Русију или не. Др. Тадић има предлог за Александру. |                 |                                                      |
| 146 | „Епизода 1.146” | 22. април 2019. (Прва) 21. мај 2019. (РТЛ)           |
| Дијана је отишла на испитивање како би напокон сазнала чије дете носи. Леа је приликом вођења своје радијске емисије доживела потрес. Сава је замолио Настасју за услугу. Перо је покушао да наговори Зое да се врати кући. Михајло не може да се помири са Александриним одласком. |                 |                                                      |
| 147 | „Епизода 1.147” | 23. април 2019. (Прва) 22. мај 2019. (РТЛ)           |
| Михајло и Дијана су се састали да би коначно ставили тачку на свој брак. Све је спремно, хартије само треба да се потпишу па га је Дијана одвела у свој стан не знајући да је тамо Сава. Препреденом Михајлу није требало много да одреагује онако како само он уме. |                 |                                                      |
| 148 | „Епизода 1.148” | 23. април 2019. (Прва) 23. мај 2019. (РТЛ)           |
| Док је тражила Зое, Леа је стигла до Лазара који јој је ставио до знања да му је јасно да није отказала свадбу зато што га не воли и замолио је да му призна како ју је Михајло уценио. Дијана је кренула на побачај, али ју је у чекаоници пресрео Михајло. Бисерка и Перо су стигли у Београд. Када је пронашао Михајла, Перо није оклевао и извадио је пиштољ спреман да освети своју ћерку. |                 |                                                      |
| 149 | „Епизода 1.149” | 25. април 2019. (Прва) 27. мај 2019. (РТЛ)           |
| Михајло се бори за живот након што га је неко ударио колима и оставио да лежи на улици. Милена има низ питања за Леу. Дијана покушава да умири избезумљену Сару. Александра се сломила и пита се стоји ли можда Лазар иза тога што се десило Михајлу. Мома је учинио услугу Дијани. Сазнало се ко је ударио Михајла колима. |                 |                                                      |
| 150 | „Епизода 1.150” | 26. април 2019. (Прва) 28. мај 2019. (РТЛ)           |
| Зое је копала по Михајловим стварима и пронашла нешто што ју је дубоко узнемирило. Александра се обратила полицији након чега је Настасја преузела истрагу о Михајловој несрећи. Дијана се противила Сариној жељи да оде да види оца у болници. Михајлово стање је све лошије. |                 |                                                      |
| 151 | „Епизода 1.151” | 29. април 2019. (Прва) 29. мај 2019. (РТЛ)           |
| Лазара је потресло Дијанино признање да дете које носи није његово. Перо и Бисерка су подстакли Леу да каже Зое истину. Дијана је живчана због Настасјине истраге. Милена се изланула пред Зое. Мома је показао своја права осећања према Дијани. Настасја је дошла до јако битног трага у истрази. |                 |                                                      |
| 152 | „Епизода 1.152” | 30. април 2019. (Прва) 30. мај 2019. (РТЛ)           |
| Настасја је упозорила Лазара да би могао да буде главни осумњичени за Михајлов удес. Сара жели да оде у полицију да би признала кривицу. Леа и Лазар су се разишли око тога да ли треба рећи Зое истину. Дијана је признала Моми своје страхове. Александра није нимало задовољна Настасјиним вођењем истраге. |                 |                                                      |
| 153 | „Епизода 1.153” | 1. мај 2019. (Прва) 3. јун 2019. (РТЛ)               |
| Лазара је потресло што и његова рођена мајка верује да је прегазио брата. Пометена Дијана разматра где би могли да склони Сару на сигурно. Вен захтева објашњење од Лее и Лазара. Сара је покушала да дође до Михајла упркос забрањеним посетама. Дијана се спремила да лаже да би заштитила Сару. |                 |                                                      |
| 154 | „Епизода 1.154” | 2. мај 2019. (Прва) 4. јун 2019. (РТЛ)               |
| Александра је покушала да спасе Михајла који је у преломном стању. Инспекторка Соња је привела Лазара на испитивање. Дијана је узнемирила Александру захтевом за Михајла. Зое је притисла Леу и Лазара питањима. Мома се разочарао у Дијану. Александра се супротставила Дијаниним заступницима. |                 |                                                      |
| 155 | „Епизода 1.155” | 3. мај 2019. (Прва) 5. јун 2019. (РТЛ)               |
| Настасја је пронашла нове трагове у истрази о Михајловој несрећи. Сара се разбеснела на Дијану кад је сазнала да је лажно оптужила Лазара. Настасја се супротставила вишој инспекторки Соњи. Лазар и Леа су се спремили да кажу Зое истину. Соња је испитала Михајла који тврди да је видео ко га је ударио колима. |                 |                                                      |
| 156 | „Епизода 1.156” | 6. мај 2019. (Прва) 6. јун 2019. (РТЛ)               |
| Лазара су привели са лисицама на рукама у полицију. Сара је признала Михајлу да је она одговорна за несрећу. Зое све више губи поверење у Леу. Настасја је покушала да наговори Соњу да одложи подизање оптужнице против Лазара. Михајло је вољан да прими и саслуша Зое која има питања за њега. |                 |                                                      |
| 157 | „Епизода 1.157” | 7. мај 2019. (Прва) 10. јун 2019. (РТЛ)              |
| Зое је сазнала од Михајла истину. Настасја је пронашла нове доказе у Митровим колима. Дијани се не свиђа што Сара посећује Саву. Михајло се вратио кући из болнице и ликује што је Лазар завршио у затвору. Вен теши потресену Зое. Настасја је довела Сару у полицијску испоставу на испитивање. |                 |                                                      |
| 158 | „Епизода 1.158” | 8. мај 2019. (Прва) 11. јун 2019. (РТЛ)              |
| Милена је тражила објашњење од Михајла потресена открићем да је он Зоин прави отац. Соња је запретила Настасји отказом. Леа је затражила утеху и помоћ од својих родитеља. Настасја је предочила Дијани доказе који показују да је Сара крива. Михајло је послужио Зое лажну причу о томе како је упознао њену мајку. |                 |                                                      |
| 159 | „Епизода 1.159” | 9. мај 2019. (Прва) 13. јун 2019. (РТЛ)              |
| Леа се ужаснула Михајловим предлогом да Зое остане неко време код њега. Лазару је стигла неочекивана посета. Мома је подстакао Дијану да учини исправну ствар. Милена је покушала да добије одговоре од Лазара. |                 |                                                      |
| 160 | „Епизода 1.160” | 10. мај 2019. (Прва) 17. јун 2019. (РТЛ)             |
| Соња је привела Сару и покушала од ње да изнуди признање да је ударила оца колима. Зое је добила прилику да види ко је заправо Михајло. Милена је поставила Леи непријатна питања. Михајло је посетио Лазара у затвору да би му изнео један предлог. Мома има план како да помогне Сари. |                 |                                                      |
| 161 | „Епизода 1.161” | 13. мај 2019. (Прва) 18. јун 2019. (РТЛ)             |
| Мома је објаснио Настасји зашто се предао полицији и потражио је њену помоћ. Леа је замолила Зое за опроштај. Соња је остала скептична упркос Момином признању па је отишла поново да испита Михајла. Лазар је пуштен на слободу. Милени су се вратила непријатна сећања из прошлости. Соња је почела да истражује Црнковиће. |                 |                                                      |
| 162 | „Епизода 1.162” | 14. мај 2019. (Прва) 19. јун 2019. (РТЛ)             |
| Михајло је лажно оптужио Лазара пред Зое. Соња је отишла до ловачке куће како би покушала да извуче податке од Невенке. Сава је тешко прихватио Момину одлуку да буде жртвени јарац. Михајло је препао Леу новим захтевом у вези Зое. Соња је натерала Милену да призна истину о њеној мајци. |                 |                                                      |
| 163 | „Епизода 1.163” | 15. мај 2019. (Прва) 20. јун 2019. (РТЛ)             |
| Соња је дошла по Сару да би је поново привела у полицијску испоставу. Михајло је позвао Леу и Зое на вечеру што је Леа истог трена одбила, али је почела да се двоуми након што је Зое прихватила позив. Дијана је наставила да се зближава са Момом. Соња је схватила да је Милена та која је крива за њену судбину. |                 |                                                      |
| 164 | „Епизода 1.164” | 16. мај 2019. (Прва) 24. јун 2019. (РТЛ)             |
| Митар је потпуно потресен сазнањем да је Соња његова ћерка. Михајло је умно малтретирао Леу на вечери са Зое док је истовремено у Лазару − који их је потајно посматрао из прикрајка − растао бес. Соња се поверила Настасји и тражила њену помоћ. Митар је покушао да изглади односе са Соњом. |                 |                                                      |
| 165 | „Епизода 1.165” | 17. мај 2019. (Прва) 25. јун 2019. (РТЛ)             |
| Леа је остала затечена кад јој је Соња поставила једно непосредно питање. Милена је помогла Михајлу око спремања за његову и Александрину свадбу. Сара се фрапирала открићем да јој је Зое сестра. Митар је почео да утапа тугу и очај у алкохолу. Лазар и Соња су уверили Леу да мора да разговара са Михајлом. |                 |                                                      |
| 166 | „Епизода 1.166” | 20. мај 2019. (Прва) 26. јун 2019. (РТЛ)             |
| Дошао је дан Михајлове свадбе, али му ништа није пошло по плану јер је Леа напокон била спремна да се суочи са њим. Пијани Митар је молио Соњу да му опрости. Михајло је украо списе који га оптужују и сакрио их негде где нико не може да их нађе − или је бар он тако мислио. Леа је завршила у болници. |                 |                                                      |
| 167 | „Епизода 1.167” | 21. мај 2019. (Прва) 27. јун 2019. (РТЛ)             |
| Соња је уценила Михајла да би пробала да добије признање. Милена је скрхана сазнањем да је њен син силоватељ. Михајло је потплатио полицијског чувара како би добио прилику за један телефонски позив. Митар је одлучио да обрадује Соњу писмом. Леа је донела одлуку. Хоће ли да пријави Михајла? |                 |                                                      |
| 168 | „Епизода 1.168” | 22. мај 2019. (Прва) 1. јул 2019. (РТЛ)              |
| Леа је све мање сигурна да је исправно поступила у вези Михајла. Соња је дала Настасји задатак да покуша да пронађе још неку Михајлову жртву. Милена је натерала Михајла да јој призна да је силовао Леу. Дијани су се отвориле старе ране. Леа се вратила са Лазаром и Зое у Загреб − и има нешто важно да обави. |                 |                                                      |
| 169 | „Епизода 1.169” | 23. мај 2019. (Прва) 2. јул 2019. (РТЛ)              |
| Настасја се поверила Сави о својим искуствима са Михајлом. Вен је остварио први велики успех у својој каријери. Митар је потресен сазнањем да је Михајло силоватељ. Михајло је отишао у лов у шуму, не знајући да га прати Настасја. |                 |                                                      |
| 170 | „Епизода 1.170” | 24. мај 2019. (Прва) 3. јул 2019. (РТЛ)              |
| Митар је покушао да умири преплашену Александру и реши новонасталу ствар. Соњу све више брине што не може да дође до Настасје. Перо и Биба су подржали Леину пријаву против Михајла, али су страховали због могућих последица. Саву тишти то што је мома остао у затвору. Љутити Митар се суочио са Михајлом. |                 |                                                      |
| 171 | „Епизода 1.171” | 27. мај 2019. (Прва) 4. јул 2019. (РТЛ)              |
| У кући Калемберових се слави Зоин рођендан. Весеље је покварио незвани гост. Михајло је сазнао од свог заступника да би могао да буде у великој невољи. Александра је зграбила прилику да се спасе из безизлазног стања. Мома је у потпуности отворио срце Дијани. |                 |                                                      |
| 172 | „Епизода 1.172” | 28. мај 2019. (Прва) 8. јул 2019. (РТЛ)              |
| Зое је објаснила својој мајци како је открила њену најстрашнију тајну. Соња је упозорила Сару да се неће тек тако извући. Михајло је тражио Миленину подршку. Соња је дошла до нових трагова у потрази за Настасјом. Почело је суђење против Михајла. |                 |                                                      |
| 173 | „Епизода 1.173” | 29. мај 2019. (Прва) 9. јул 2019. (РТЛ)              |
| Милена тешко подноси то што јој се дешава са сином. Александра не жели да има више било шта са Михајлом, али он одбија са тим да се помири. Дијана је донела важну одлуку. Лазар је спремио изненађење за Леу. Александра се запрепастила кад је видела ко је завршио у болници. |                 |                                                      |
| 174 | „Епизода 1.174” | 30. мај 2019. (Прва) 10. јул 2019. (РТЛ)             |
| Настасја има предлог за Александру. Зое је задивила Вена својом одлуком у вези наследства. Дијана је отишла да поравна старе рачуне. Милена се узнемирила кад јој је Митар јавио у чијем друштву је видела Соњу. Михајло је схватио да је сатеран у ћошак. Дијана је опет са својом децом под истим кровом. |                 |                                                      |
| 175 | „Епизода 1.175” | 31. мај 2019. (Прва) 11. јул 2019. (РТЛ)             |
| Док је чекао аутобус за бекство у Грчку, Михајла је позвала Александра. Сара је одлучила да је дошло време да учини исправну ствар. Леа смишља име за своје будуће дете. Настасја је уверила Соњу да пружи Митру прилику. Бисерка жели да се помири са Миленом. Леа се спремила за свадбу. |                 |                                                      |
| 176 | „Епизода 1.176” | 3. јун 2019. (Прва) 15. јул 2019. (РТЛ)              |
| Леа и Лазар су одржали присно свадбено весеље. Александра се опростила од свог радног места, а потом је узбуркала духове доласком у ловачку кућу. Михајло је поново стигао ненајављено на Леину и Лазарову свадбу, али са другачијим намерама него прошли пут. Зое се нашла у животној опасности. |                 |                                                      |
| 177 | „Епизода 1.177” | 4. јун 2019. (Прва) 16. јул 2019. (РТЛ)              |
| Милена је пронашла заједнички језик са Александром. Лазар и Михајло су спасли Зое из невоље, а тада је један од њих упао у озбиљну опасност. Невенка је прискочила Клари у помоћ након што јој је пукао водењак. Вен је посетио Златка у затвору како би му пренео срећну вест. |                 |                                                      |
| 178 | „Епизода 1.178” | 5. јун 2019. (Прва) 17. јул 2019. (РТЛ)              |
| Дијана се потресла кад је сазнала за дугове које је наследила од Михајла. Зое је потребна Венова помоћ око тајанственог поклона мајци за свадбу. Златко се потресао открићем да је Настасја жива. Милена има планове за будућност. Леа је отишла на ултразвук где је сазнала пол свог будућег детета. |                 |                                                      |
| 179 | „Епизода 1.179” | 6. јун 2019. (Прва) 18. јул 2019. (РТЛ)              |
| Леа је одлучила где ће убудуће да живи са Лазаром. Клара је подстакла Златка да се јави Настасји. Дијана се нашла пред тешким избором. Мома је питао Сару за стручно мишљење. |                 |                                                      |
| 180 | „Епизода 1.180” | 7. јун 2019. (Прва) 19. јул 2019. (РТЛ)              |
| Дијана има посебан поклон за Милену. Мома је запросио Дијану. Шест месеци касније, Калемберови и Црнковићи су имали породично окупљање, Вен се јавио Зое из Америке, Биба и Перо су имали незгоду на путу до ловачке куће, а Леа је добила трудове, али и неочекивану помоћ. |                 |                                                      |